# Antepipona squamigera
Antepipona squamigera är en stekelart som först beskrevs av Fabricius 1804.  Antepipona squamigera ingår i släktet Antepipona och familjen Eumenidae. Inga underarter finns listade i Catalogue of Life.